# Норт-Ванкувер (окружний муніципалітет)
Норт-Ванкувер (англ. North Vancouver) — окружний муніципалітет в Канаді, у провінції Британська Колумбія, у складі регіонального округу Метро-Ванкувер.

## Населення
За даними перепису 2016 року, окружний муніципалітет нараховував 85935 осіб, показавши зростання на 1,8%, порівняно з 2011-м роком. Середня густина населення становила 534,6 осіб/км².
З офіційних мов обидвома одночасно володіли 9 460 жителів, тільки англійською — 74 855, тільки французькою — 35, а 1 150 — жодною з них. Усього 20865 осіб вважали рідною мовою не одну з офіційних, з них 5 — одну з корінних мов, а 120 — українську.
Працездатне населення становило 66,9% усього населення, рівень безробіття — 5,1% (5,3% серед чоловіків та 4,9% серед жінок). 80,4% осіб були найманими працівниками, а 18,2% — самозайнятими.
Середній дохід на особу становив $66 722 (медіана $42 584), при цьому для чоловіків — $84 122, а для жінок $50 613 (медіани — $52 706 та $36 059 відповідно).
23,9% мешканців мали закінчену шкільну освіту, не мали закінченої шкільної освіти — 9,1%, 67% мали післяшкільну освіту, з яких 59,4% мали диплом бакалавра, або вищий, 1,100 осіб мали вчений ступінь.
| Статево-вікова структура населення | Статево-вікова структура населення | Статево-вікова структура населення | Статево-вікова структура населення | Статево-вікова структура населення |
| ---------------------------------- | ---------------------------------- | ---------------------------------- | ---------------------------------- | ---------------------------------- |
|                                    |                                    |                                    |                                    |                                    |
| Всього                             | Всього                             | 48,5%51,5%                         |                                    |                                    |
| 0 — 14 років                       | 0 — 14 років                       |                                    | 17,1%                              | 17,1%                              |
| 15 — 64 років                      | 15 — 64 років                      |                                    | 65,3%                              | 65,3%                              |
| 65 і більше                        | 65 і більше                        |                                    | 17,5%                              | 17,5%                              |
| 85 і більше                        | 85 і більше                        |                                    | 2,5%                               | 2,5%                               |
| 100 і більше                       | 100 і більше                       |                                    | 0%                                 | 0%                                 |
| Середній вік (років)               | Середній вік (років)               | 40,942,9                           | 41,9                               | 41,9                               |
| Медіана (років)                    | Медіана (років)                    | 43,445,1                           | 44,3                               | 44,3                               |
| — чоловіки — жінки                 |                                    |                                    |                                    |                                    |

| Походження мешканців:     | Походження мешканців:     | Походження мешканців: | Походження мешканців: | Походження мешканців: |
| ------------------------- | ------------------------- | --------------------- | --------------------- | --------------------- |
| Походження                |                           |                       | осіб                  | %                     |
| Корінні американці        | Корінні американці        |                       | 2 140                 | 2.52%                 |
| Інше північноамериканське | Інше північноамериканське |                       | 17 555                | 20.68%                |
| Європейське               | Європейське               |                       | 60 175                | 70.9%                 |
| британське                | британське                |                       | 44 140                | 52.01%                |
| французьке                | французьке                |                       | 7 015                 | 8.27%                 |
| українське                | українське                |                       | 3 895                 | 4.59%                 |
| Латинськоамериканське     | Латинськоамериканське     |                       | 1 765                 | 2.08%                 |
| Карибське                 | Карибське                 |                       | 545                   | 0.64%                 |
| Африканське               | Африканське               |                       | 1 385                 | 1.63%                 |
| Азійське                  | Азійське                  |                       | 21 925                | 25.83%                |
| Океанійське               | Океанійське               |                       | 1 090                 | 1.28%                 |

| Зайнятість населення за галузями (за класифікацією NOC): | Зайнятість населення за галузями (за класифікацією NOC): | Зайнятість населення за галузями (за класифікацією NOC): | Зайнятість населення за галузями (за класифікацією NOC): | Зайнятість населення за галузями (за класифікацією NOC): |
| -------------------------------------------------------- | -------------------------------------------------------- | -------------------------------------------------------- | -------------------------------------------------------- | -------------------------------------------------------- |
|                                                          |                                                          |                                                          |                                                          |                                                          |
| Управління                                               | Управління                                               |                                                          | 15,7%                                                    | 15,7%                                                    |
| Бізнес, фінанси та адміністрування                       | Бізнес, фінанси та адміністрування                       |                                                          | 16,8%                                                    | 16,8%                                                    |
| Природничі та прикладні науки                            | Природничі та прикладні науки                            |                                                          | 8,9%                                                     | 8,9%                                                     |
| Охорона здоров'я                                         | Охорона здоров'я                                         |                                                          | 6,3%                                                     | 6,3%                                                     |
| Освіта, правозахист, муніципальні та урядові служби      | Освіта, правозахист, муніципальні та урядові служби      |                                                          | 14,2%                                                    | 14,2%                                                    |
| Мистецтво, культура, відпочинок та спорт                 | Мистецтво, культура, відпочинок та спорт                 |                                                          | 6,2%                                                     | 6,2%                                                     |
| Роздрібна торгівля та послуги                            | Роздрібна торгівля та послуги                            |                                                          | 21,4%                                                    | 21,4%                                                    |
| Гуртова торгівля, транспорт та обладнання                | Гуртова торгівля, транспорт та обладнання                |                                                          | 8%                                                       | 8%                                                       |
| Природні ресурси, сільське господарство                  | Природні ресурси, сільське господарство                  |                                                          | 1,4%                                                     | 1,4%                                                     |
| Виробництво                                              | Виробництво                                              |                                                          | 1,1%                                                     | 1,1%                                                     |

## Клімат
Середня річна температура становить 10°C, середня максимальна – 20,6°C, а середня мінімальна – -1,4°C. Середня річна кількість опадів – 2 210 мм.
| Клімат поселення                              | Клімат поселення | Клімат поселення | Клімат поселення | Клімат поселення | Клімат поселення | Клімат поселення | Клімат поселення | Клімат поселення | Клімат поселення | Клімат поселення | Клімат поселення | Клімат поселення | Клімат поселення |
| Показник                                      | Січ.             | Лют.             | Бер.             | Квіт.            | Трав.            | Черв.            | Лип.             | Серп.            | Вер.             | Жовт.            | Лист.            | Груд.            |                  |
| Середній максимум, °C                         | 7,39             | 9,14             | 10,89            | 13,41            | 16,73            | 19,42            | 20,15            | 20,56            | 17,73            | 13,02            | 8,79             | 6,05             |                  |
| Середня температура, °C                       | 3,01             | 4,78             | 6,52             | 9,05             | 12,36            | 15,05            | 17,33            | 17,75            | 14,93            | 10,22            | 5,98             | 3,25             |                  |
| Середній мінімум, °C                          | −1,37            | 0,41             | 2,16             | 4,67             | 7,98             | 10,69            | 14,52            | 14,95            | 12,12            | 7,42             | 3,18             | 0,45             |                  |
| Норма опадів, мм                              | 307              | 208              | 205              | 166              | 122              | 99               | 64               | 65               | 90               | 229              | 366              | 289              |                  |
| Середньомісячна швидкість вітру, м/с          | 3.25             | 3.15             | 3.25             | 3.05             | 2.94             | 2.94             | 2.84             | 2.58             | 2.38             | 2.65             | 3.25             | 3.35             |                  |
| Середньомісячна сонячна радіація, кДж/м²·день | 3066             | 5943             | 9841             | 14929            | 18612            | 19960            | 21282            | 18204            | 13015            | 7034             | 3487             | 2417             |                  |
| --------------------------------------------- | ---------------- | ---------------- | ---------------- | ---------------- | ---------------- | ---------------- | ---------------- | ---------------- | ---------------- | ---------------- | ---------------- | ---------------- | ---------------- |
| Джерело:                                      |                  |                  |                  |                  |                  |                  |                  |                  |                  |                  |                  |                  |                  |